# WrestleMania 32
WWE WrestleMania 32 war eine Wrestling-Veranstaltung der WWE, die als Pay-per-View und auf dem WWE Network ausgestrahlt wurde. Sie fand am 3. April 2016 im AT&T Stadium in Arlington, Texas, Vereinigte Staaten traditionell als größte WWE-Veranstaltung des Jahres statt. Es war die 32. Austragung von WrestleMania seit 1985. Die Veranstaltung fand zum ersten Mal im AT&T Stadium in Arlington und zum dritten Mal nach 2001 und 2009 in Texas statt.

## Hintergrund
Im Vorfeld der Veranstaltung wurden elf Matches angesetzt, davon drei für die Pre-Show. Diese resultierten aus den Storylines, die in den Wochen vor dem Royal Rumble bei Raw und SmackDown, den wöchentlichen Shows der WWE, gezeigt wurden. Ein weiteres Match fand unangekündigt statt. Als Hauptkampf wurde ein Singles-Match zwischen dem Sieger des Royal Rumbles sowie Träger der WWE World Heavyweight Championship Triple H und Roman Reigns, der sich bei Fastlane im Februar 2016 in einem Triple-Threat-Match gegen Dean Ambrose und Brock Lesnar durchsetzen konnte, angesetzt.

## Ergebnisse

### Übersicht
| Matchart                                                             |                                                          |      |                                                                           | Zeit  |
| -------------------------------------------------------------------- | -------------------------------------------------------- | ---- | ------------------------------------------------------------------------- | ----- |
| Singles-Match um die WWE United States Championship (Pre-Show-Match) | Kalisto (C)                                              | bes. | Ryback                                                                    | 08:58 |
| Zehn-Frauen-Tag-Team-Match (Pre-Show-Match)                          | Alicia Fox, Brie Bella, Eva Marie, Natalya & Paige       | bes. | Emma, Lana, Naomi, Summer Rae & Tamina                                    | 11:25 |
| Tag-Team-Match (Pre-Show-Match)                                      | The Usos (Jey Uso & Jimmy Uso)                           | bes. | The Dudley Boyz (Bubba Ray Dudley & D-Von Dudley)                         | 05:18 |
| Sieben-Mann-Leiter-Match um die WWE Intercontinental Championship    | Zack Ryder                                               | bes. | Dolph Ziggler, Kevin Owens (C), Sami Zayn, Sin Cara, Stardust und The Miz | 15:22 |
| Singles-Match                                                        | Chris Jericho                                            | bes. | AJ Styles                                                                 | 16:59 |
| Sechs-Mann-Tag-Team-Match                                            | The League Of Nations (Alberto Del Rio, Rusev & Sheamus) | bes. | The New Day (Big E, Kofi Kingston & Xavier Woods)                         | 09:50 |
| No-Holds-Barred-Street-Fight-Match                                   | Brock Lesnar                                             | bes. | Dean Ambrose                                                              | 12:50 |
| Triple-Threat-Match um die vakante WWE Women’s Championship          | Charlotte                                                | bes. | Becky Lynch und Sasha Banks                                               | 16:01 |
| Hell-in-a-Cell-Match                                                 | Undertaker                                               | bes. | Shane McMahon                                                             | 30:05 |
| André-the-Giant-Memorial-Battle-Royal                                | Baron Corbin                                             | bes. | Kane und 18 weitere                                                       | 09:40 |
| Singles-Match                                                        | The Rock                                                 | bes. | Erick Rowan                                                               | 00:06 |
| Singles-Match um die WWE World Heavyweight Championship              | Roman Reigns                                             | bes. | Triple H (C)                                                              | 27:10 |

### Battle Royal
| Name                | Eliminiert als | Eliminiert durch           | Eliminierungen |
| ------------------- | -------------- | -------------------------- | -------------- |
| Fandango            | 01.            | Big Show                   | 0              |
| Damien Sandow       | 02.            | Shaquille O’Neal           | 0              |
| Big Show            | 03.            | Alle                       | 01             |
| Shaquille O’Neal    | 04.            | Alle                       | 01             |
| Viktor              | 05.            | Diamond Dallas Page        | 02             |
| Diamond Dallas Page | 06.            | Konnor                     | 03             |
| Konnor              | 07.            | Goldust und R-Truth        | 03             |
| Tatanka             | 08.            | Baron Corbin               | 02             |
| Jack Swagger        | 09.            | Kane                       | 02             |
| R-Truth             | 10.            | Adam Rose und Heath Slater | 03             |
| Goldust             | 11.            | Curtis Axel                | 03             |
| Curtis Axel         | 12.            | Kane                       | 03             |
| Adam Rose           | 13.            | Baron Corbin               | 03             |
| Heath Slater        | 14.            | Mark Henry                 | 03             |
| Tyler Breeze        | 15.            | Mark Henry                 | 02             |
| Mark Henry          | 16.            | Darren Young und Kane      | 04             |
| Darren Young        | 17.            | Kane                       | 03             |
| Bo Dallas           | 18.            | Kane                       | 02             |
| Kane                | 19.            | Baron Corbin               | 07             |
| Baron Corbin        | 0–             | Sieger                     | 05             |